# رحلة أمل (فلم)
رحلة أمل (بالإنجليزية: Journey of Hope) هو فيلم دراما تم إنتاجه في سويسرا وتركيا وصدر في سنة 1990.

## ترشيحات وجوائز
| السنة | الحدث  | الفئة           | النتيجة  |
| ----- | ------ | --------------- | -------- |
|       | أوسكار | أفضل فيلم أجنبي | فـــــوز |

## وصلات خارجية
- مقالات تستعمل روابط فنية بلا صلة مع ويكي بيانات